# Вулиця Тараскова (Черкаси)
Ву́лиця Сергія Юрчика — вулиця в Черкасах.

## Розташування
Вулиця починається від вулиці Руставі і простягається на південь. Впирається у вулицю Героїв Майдану.

## Опис
Вулиця неширока, повністю асфальтована.

## Походження назви
Вулиця була утворена 1981 року і до 2025 року носила назву на честь Дмитра Тараскова Героя Радянського Союзу.
З 2025 року вулиця носить назву на честь учасника російсько-української війни Сергія Юрчика який загинув під час бойового завдання у червні 2022 року.

## Будівлі
По вулиці розташовані багатоповерхові житлові будинки.
У будинку під номером 6 знаходиться філія №4 Черкаської центральної міської бібліотеки для дітей.